# Friedenheimer Brücke

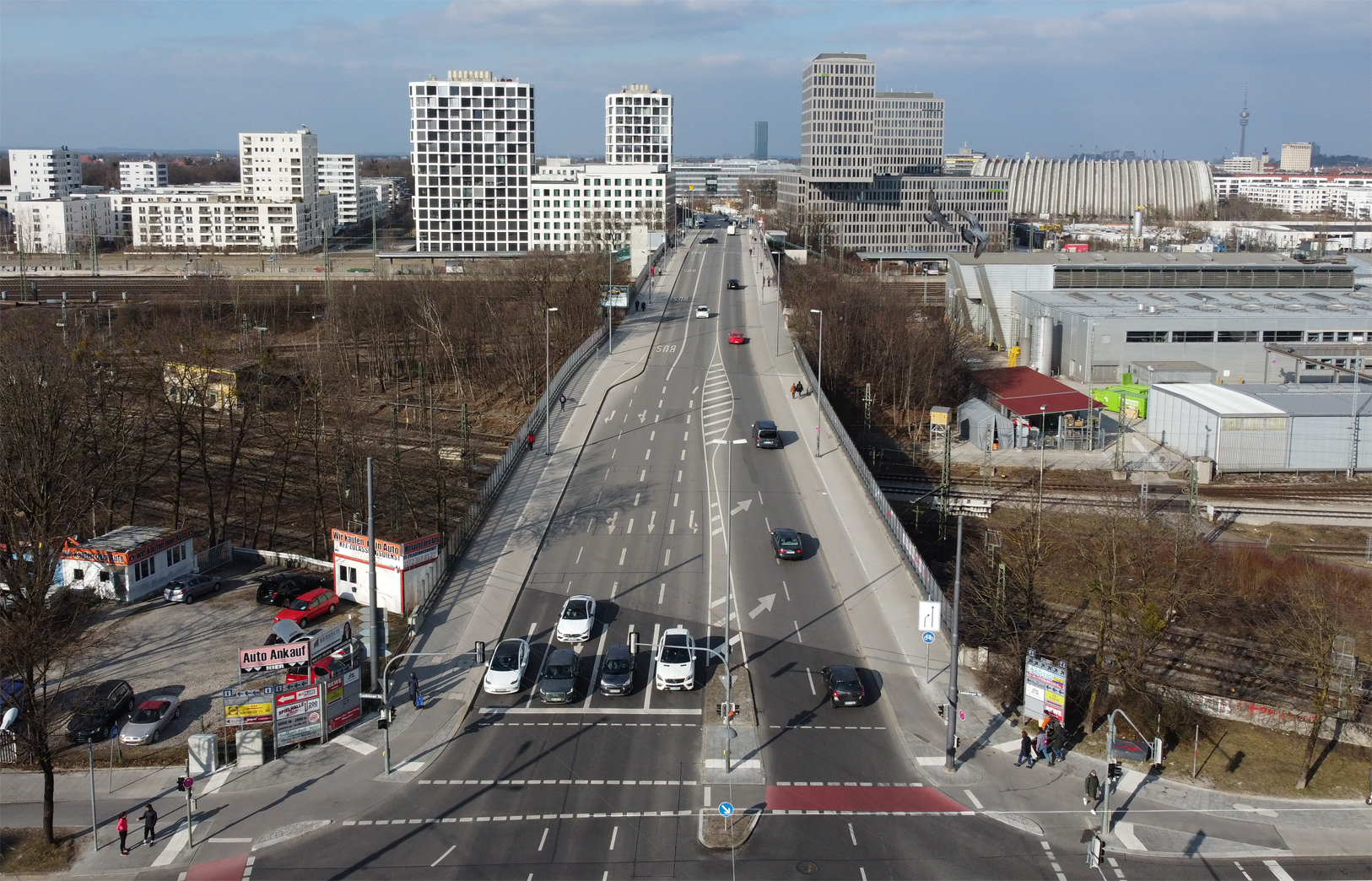
Friedenheimer Brücke, Blick von Süden nach Norden (März 2022)

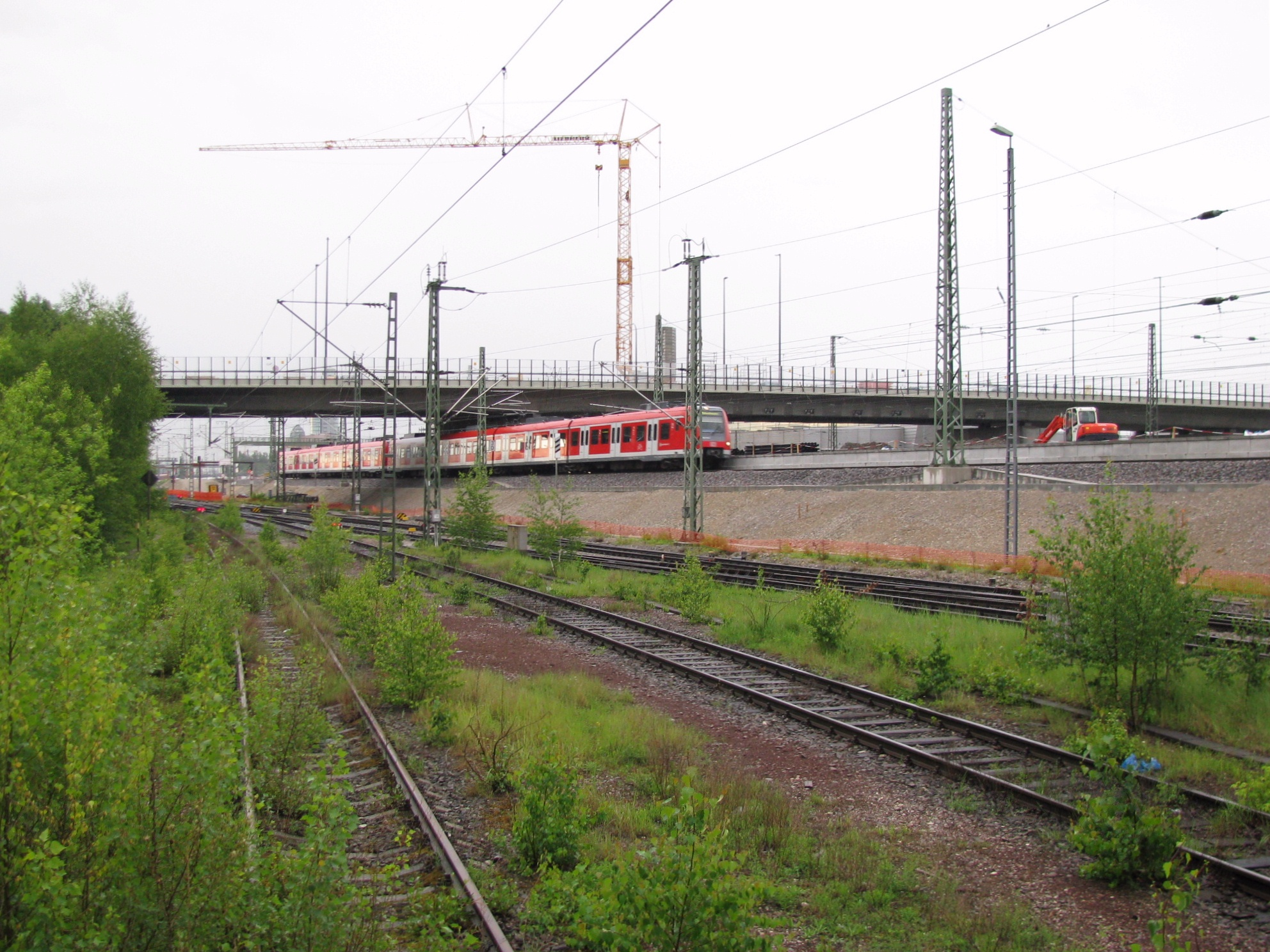
Friedenheimer Brücke von Westen

Die Friedenheimer Brücke ist eine 1901 erbaute und 1983 vollständig erneuerte Straßenbrücke in München über die Gleisanlagen zwischen Pasing und dem Münchner Hauptbahnhof. Sie verbindet die Stadtteile Neuhausen und Laim. Im Süden stößt sie auf die Landsberger Straße, nach Norden wird sie zur Wilhelm-Hale-Straße, die in die Arnulfstraße mündet.

## Geschichte
Friedenheim ist der Name eines ehemaligen Gutshofes, der sich im Ortsbereich von Laim nahe der Stelle befand, wo heute die Friedenheimer Straße in die Landsberger Straße mündet. Die Friedenheimer Brücke wurde 1901 zur Überquerung der Gleisanlagen zwischen Pasing und dem Münchner Hauptbahnhof erbaut.
Adolf Hitler gab nach der Machtergreifung den Auftrag, die Münchner Bahnanlagen um einen neuen Hauptbahnhof in der Nähe der Friedenheimer Brücke neu zu strukturieren. Hermann R. Alkers Pläne zum Umbau des Bahnhofs sahen vor, den alten Hauptbahnhof mit einer Prachtstraße vom Karlsplatz zum neuen Bahnhof zu überbauen. Hermann Giesler schlug 1938 vor, den Bahnhof im 45-Grad-Winkel zur Straße zu stellen. Er plante einen gewaltigen Kuppelbau mit 136 Meter Höhe und 265 Meter Durchmesser. Die Planungen wurden mit Kriegsbeginn zurückgestellt und letztlich verworfen.
1983 wurde die Straßenbrücke vollständig erneuert. Unter der Brücke liegt ein Haltepunkt der S-Bahn München, der am 13. Dezember 2009 eröffnet wurde. Dieser Haltepunkt hat nach der in der Nähe befindlichen Parkanlage den Namen Hirschgarten erhalten.

## Umfeld
An der Nordseite der Friedenheimer Brücke befindet sich das Briefsortierzentrum der Deutschen Post AG für München. Die ehemalige Paketposthalle mit ihrer schwungvollen Bogenkonstruktion wurde in den Jahren 1965–1969 gebaut und war damals mit einer Spannweite von 146,8 m und einer Länge von 124 m die größte freitragende Betonfertigteilhalle der Welt. Die "Paketposthalle" steht unter Denkmalschutz. Neben der Halle befindet sich auch das Kulturzentrum Backstage. An der Südseite steht östlich der Brücke seit 1993 die Halle des ICE-Betriebswerks München.